# بيتر إف. باول
بيتر إف. باول (بالإنجليزية: Peter F. Paul)‏ هو مهرب مخدرات ومحامي وشخصية أعمال أمريكي، ولد في 2 سبتمبر 1948 في الولايات المتحدة.